# Yzernay
Yzernay és un municipi francès, situat al departament de la Maine-et-Loire i a la regió del País del Loira.